# Telmatoscopus madagascaensis
Telmatoscopus madagascaensis är en tvåvingeart som beskrevs av Quate 1957. Telmatoscopus madagascaensis ingår i släktet Telmatoscopus och familjen fjärilsmyggor.
Artens utbredningsområde är Madagaskar. Inga underarter finns listade i Catalogue of Life.